# Metacrinus zonatus
Metacrinus zonatus is een zeelelie uit de familie Isselicrinidae.
De wetenschappelijke naam van de soort werd in 1908 gepubliceerd door Austin Hobart Clark.